# Bruno II di Frisia
Bruno II di Frisia (1024 – 1057) fu un conte (o margravio) della Frisia dell'XI secolo che controllava la media Frisia.

## Biografia
Apparteneva alla dinastia dei Brunonidi. Nel 1038 succedette a suo padre Liudolfo, margravio di Frisia. Sua madre era Gertrude, figlia del conte Ugo IV di Nordgau e sorella di papa Leone IX, sotto cui pontificato si consumò il Grande Scisma. Quando fu ucciso nel 1057 in uno scontro con Ottone, margravio della marca del Nord, gli succedette suo fratello Egberto. 